# Джордж Макдональд
Джордж Макдональд (англ. George MacDonald, 10 грудня 1824, Гантлі, Абердиншир — 18 вересня 1905, Ештед, Суррей) — шотландський романіст і поет, християнський проповідник, у свій час був священником. Написав кілька книжок для дітей, зокрема «Принцеса і гоблін», «Загублена принцеса». Вважається предтечею стилю фентезі.

## Біографія
Народився у Гантлі,в родині побожних фермерів-кальвіністів.
Коли Джорджу було 8 років померла його мати і вихованням дітей зайнявся батько,який мав великий вплив на всю творчість майбутнього письменника і служив втіленням образу доброго люблячого Отця. З іншого боку, бабуся зі сторони батька, сувора кальвіністка, також мала вплив на Джорджа.
Вже в дитинстві мав особливі погляди, які не завжди збігалися з кальвіністською теологією. Одним із перших спогадів Джорджа було відчуття, що він не хоче, щоб його любив Бог, який не любить усіх людей. У підлітковому віці Джордж серйозно поставив під сумнів теологічний погляд кальвінізму на мстивого Бога, чий гнів вимагав вічного покарання нерозкаяних грішників у вічному пеклі вічного непрощення. 
У 16 років Макдональд вступив в Королівський коледж в Абердіні, де вивчав хімію та фізику.  
Після двох років навчання у теологічному коледжі у Хайбері Макдональд отримав ступінь богослова.  
На початку 1851 року став пастором конгрегаційної церкви в Арунделі. Через два місяці одружився з Луїзою Пауелл, з якою прожив довге щасливе життя. Родина мала одиннадцятьох дітей, з яких четверо померли у дитинстві.
Однак незвичні погляди Макдональда викликали тривогу і несприйняття у його пастви та церковників.
У 1853 році покинув посаду священника, був проповідником та лектором.
У 1855 році опублікував поетичну трагедію «Зсередини і зовні». Книга викликала захоплення леді Байрон, вдови поета. Після успіху цього твору Макдональд став професійним літератором
У ці роки він потоваришував з Льюїсом Кероллом, який дав йому перший рукопис «Аліси в країні див» для читання своїм дітям.
У 1872-74 році побував у США з циклом лекцій, слухачами яких були письменники, такі як Р.В.Емерсон, Г.В.Лонгфелло, Марк Твен.
У віці 74 років переніс інсульт і останні роки життя фактично не міг говорити.

## Творчість
Джордж Макдональд в основному відомий завдяки казкам та фентезі, що надихнули багатьох інших авторів, таких як Вістен Г'ю Оден, Джон Рональд Руел Толкін, Клайв Стейплз Льюїс, Едіт Несбіт та Мадлен Л'Енгл. Є певні свідчення впливу Джорджа Макдональда на свого друга Марка Твена.
Між 1851 і 1897 роками він написав понад 50 книжок у всіх жанрах: романи, п’єси, есе, проповіді, вірші та казки. Його книги продавались накладами у сотні тисяч примірників.
1855 рік - трагедія  «Зсередини і зовні» отримала визнання.
У 1858 році Макдональд пише фантазію для дорослих "Фантасти".
1863 рік - розлогий реалістичний шотландський роман «Девід Елгінброд»  підняв твори Макдональда на рівень бестселерів. Романи письменника полюбляла читати сама королева Вікторія, а також Льюїс Керролл, Джон Раскін, Герберт Уеллс, Чарлз Діккенс, Една Лайалл, Марк Твен.
Протягом наступних тридцяти років з-під його плідного пера вийшло багато віршів, збірок оповідань і півтора десятка томів теологічних і літературних есе. Однак репутація Джорджа Макдональда протягом останніх чотирьох десятиліть 19 століття ґрунтувалася насамперед на його реалістичних романах-бестселерах і  дитячих книжках.
1868 рік - «Роберт Фальконер» 
1871 рік - «Позаду північного вітру» 
1872 рік - "Принцеса і Гоблін".
У наступні десятиліття вийшли твори «Малькольм» (1875) і «Маркіз Лоссі» (1877), «Кюре Томаса Вінгфолда» (1876), «Сер Гіббі» (1879 ), "Замковий чорнокнижник"   (1882), "Донал Грант" (1883), "Що моє те моє" ( 1886). Всі ці романи були наповнені його незвичайними поглядами на Бога та практичне християнське життя.
1895 рік - "Ліліт".
За сорок два роки активної письменницької кар’єри  Макдональд видав понад п'ятдесят томів величезної різноманітності. Багато з цих книг мали понад 400 сторінок, а деякі перевищували 700.

## Погляди
Після трансформації кальвіністських поглядів та кризи віри, який відбувся з майбутнім письменником під час навчання у коледжі в Абердині, він прийшов до таких поглядів - смерть не закриває двері для покаяння, спасіння не ґрунтується на тому, що Ісус врятував людство від Божого гніву, а скоріше веде нас до нашого люблячого Батька, пекло є спокутувальним, а не караючим, спокута є взаємним партнерством між людиною та Ісусом, щоб перемогти гріх у цьому житті. Вірив, що у загробному світі існує й життя тварин.

## Пам'ять
Після його смерті в 1905 році популярність творів Макдональда швидко впала. Читачів нового століття не цікавили 400-600 сторінкові «релігійні романи». Згодом ім’я Макдональда стало практично невідомим за межами літературної академії.
Найважливішим із шанувальників Макдональда в середині двадцятого століття був К. С. Льюїс, який неодноразово визнавав Макдональда одним із найважливіших натхненників його власних фантазій і теологічних творів і присвятив йому твір "Джордж Макдональд.Антологія".
У останні дві декади ХХго століття відбувся ренесанс зацікавленості творчістю письменника.У 1980-х роках цю роботу очолили два видавництва — Bethany House і Sunrise Books.
У 1987 і 2018 роках вийшли біографії письменника, крім цього були видані збірки його проповідей, а також  книги, присвячені духовним поглядам письменника, зокрема "Євангеліє від Джорджа Макдональда"
Головною причиною відродження інтересу є приваблива сила романів Макдональда, а також вміння зворушити читачів, багатовимірне бачення життя  та незвичайне розуміння  духовних принципів у щоденних життєвих ситуаціях.

## Цікаві факти
У 1872 році під час лекційного тура в США одна велика церква на 5 авеню запропонувала йому зарплату в 20 000 доларів на рік, щоб Макдональд став  її пастором, але письменник відмовився. При цьому він потерпав від бідності та хвороби легенів.
У своїй книзі "Велике розлучення"  письменник К. С. Льюїс виводить образ Джорджа Макдональда як Учителя-духа в уявному раю.